# Будай, Петер
Пе́тер Бу́дай (словац. Peter Budaj; род. 18 сентября 1982, Банска-Бистрица) — словацкий хоккеист, вратарь.

## Карьера
На драфте НХЛ 2001 года был выбран в 2 раунде под общим 63 номером командой «Колорадо Эвеланш», за которую дебютировал в 2005 году.
В 2011 году заключил 2-летний контракт с «Монреаль Канадиенс».
В 2014 году Петер Будай перешёл в «Виннипег Джетс» в обмен на Эрика Тангрэди, но не сыграл за команду ни одного матча в НХЛ, выступая лишь за фарм-клуб.
В августе 2015 года голкипер, став свободным агентом, заключил годичное соглашение с «Лос-Анджелес Кингз», в марте 2016 года продлённое ещё на сезон.
В дедлайн сезона 2016/17 стал частью обмена Бена Бишопа и перешел в «Тампу-Бэй Лайтнинг». Проведя год в составе «Тампы», летом 2018 года был обменян обратно в «Кингз» на Энди Андреоффа.
Весной 2019 года объявил о завершении о карьеры.

## Карьера в сборной
Участник юниорского чемпионата мира 2000, молодёжных чемпионатов мира 2001, 2002, Олимпиады-2006 и 2014, чемпионатов мира 2008, 2010.

## Награды и достижения
- Участник матча молодых звёзд НХЛ, 2007